# أندرادي
أندرادي (بالبرتغالية: João Henrique de Andrade Amaral) (13 أكتوبر 1981 بساو باولو في البرازيل - ) هو لاعب كرة قدم برازيلي في مركز الوسط. لعب مع سبورتينغ براغا ونادي أمريكا ونادي برازيليا ونادي سانتوس ونادي سبورت ريسيفه ونادي فاسكو دا غاما ونادي قادش ونادي كوريتيبا ونادي أوداكس ريو ونادي ميراسول ونادي سانتا كروز وأتلتيكو لينينسي وريد بول برازيل وReal Balompédica Linense ‏.

## وصلات خارجية
- أندرادي على موقع قاعدة بيانات كرة القدم.إي يو (الإنجليزية)
- أندرادي على موقع Soccerway.com (الإنجليزية)
- أندرادي على موقع عالم كرة القدم.نت (الإنجليزية)